# Olympische Sommerspiele 2024/Teilnehmer (Britische Jungferninseln)
| Gelbes Symbol für Goldmedaillen mit stilisierten Olympischen Ringen | Graues Symbol für Silbermedaillen mit stilisierten Olympischen Ringen | Braundes Symbol für Bronzemedaillen mit stilisierten Olympischen Ringen |
| ------------------------------------------------------------------- | --------------------------------------------------------------------- | ----------------------------------------------------------------------- |
| —                                                                   | —                                                                     | —                                                                       |

Die Britischen Jungferninseln nahmen an den Olympischen Spielen 2024 vom 26. Juli bis zum 11. August 2024 in Paris teil. Es war die insgesamt elfte Teilnahme an Olympischen Sommerspielen.

## Teilnehmer nach Sportarten

### Leichtathletik
Die Olympianormen des Weltverbandes konnte Kyron McMaster über die 400 Meter Hürden der Männer erreichen.
Laufen und Gehen
| Athleten          | Wettbewerb   | Vorlauf | Vorlauf | Hoffnungslauf | Hoffnungslauf | Halbfinale | Halbfinale | Finale        | Finale        | Rang |
| Athleten          | Wettbewerb   | Zeit    | Rang    | Zeit          | Rang          | Zeit       | Rang       | Zeit          | Rang          | Rang |
| ----------------- | ------------ | ------- | ------- | ------------- | ------------- | ---------- | ---------- | ------------- | ------------- | ---- |
| Frauen            |              |         |         |               |               |            |            |               |               |      |
| Adaejah Hodge     | 200 m        | 23,00 s | 5       | 22,94 s       | 2             | 22,70 s    | 8          | ausgeschieden | ausgeschieden | 17   |
| Männer            |              |         |         |               |               |            |            |               |               |      |
| Rikkoi Brathwaite | 100 m        | 10,13 s | 3       | —             | —             | 10,15 s    | 8          | ausgeschieden | ausgeschieden | 24   |
| Kyron McMaster    | 400 m Hürden | 49,24 s | 3       | —             | —             | 48,15 s    | 1          | 47,79 s       | 5             | 5    |

### Segeln
Für die Teilnahme am Laserwettbewerb der Männer erhielten die Britischen Jungferninseln eine Wildcard.
| Athleten      | Wettbewerb | Qualifikation | Qualifikation | Medal Race    | Medal Race    | Punkte | Rang |
| Athleten      | Wettbewerb | Punkte        | Rang          | Punkte        | Rang          | Punkte | Rang |
| ------------- | ---------- | ------------- | ------------- | ------------- | ------------- | ------ | ---- |
| Männer        |            |               |               |               |               |        |      |
| Thad Lettsome | Laser      | 215           | 38            | ausgeschieden | ausgeschieden | 215    | 38   |